# Конногвардейский бульвар

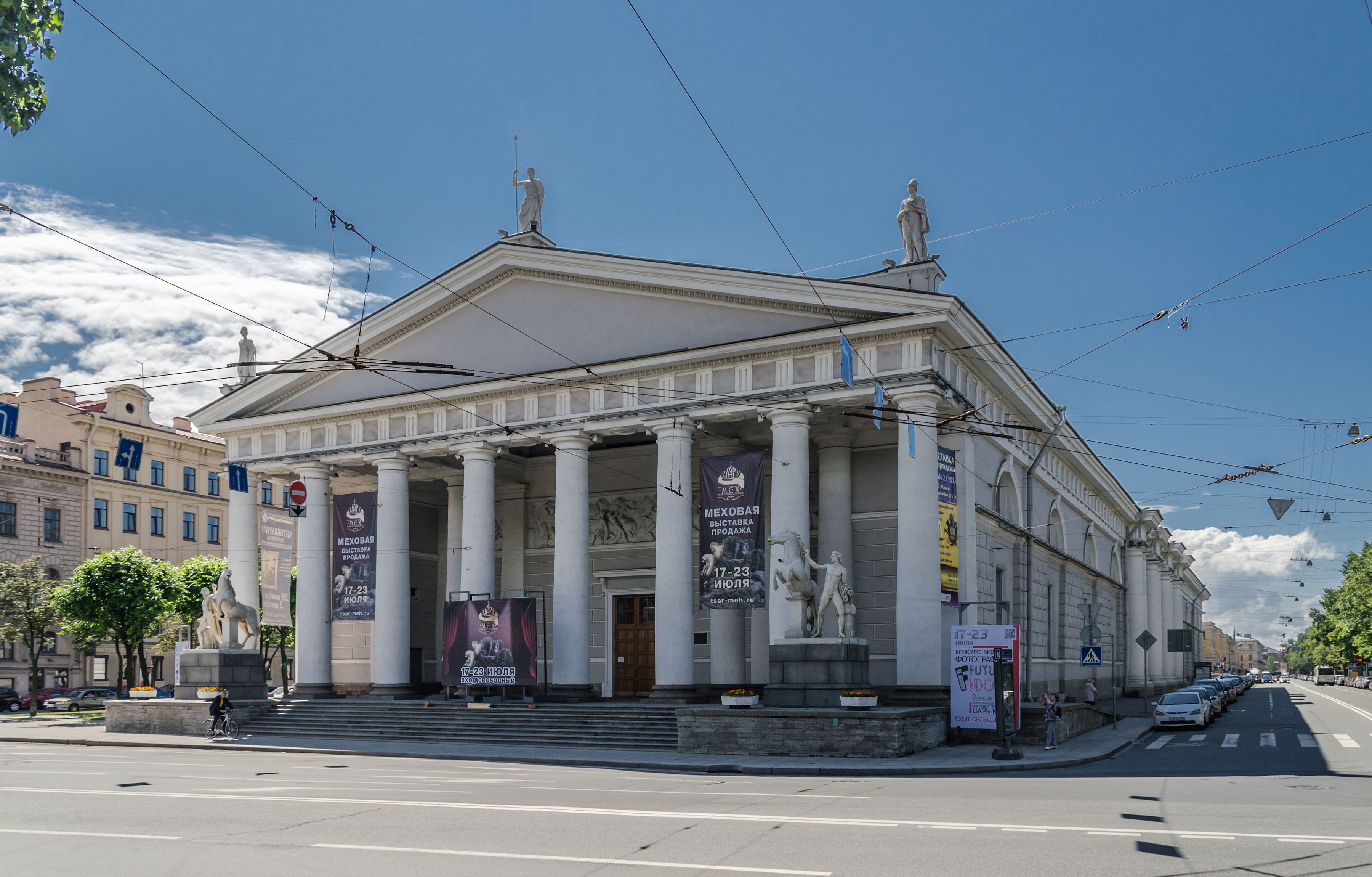
Конногвардейский манеж

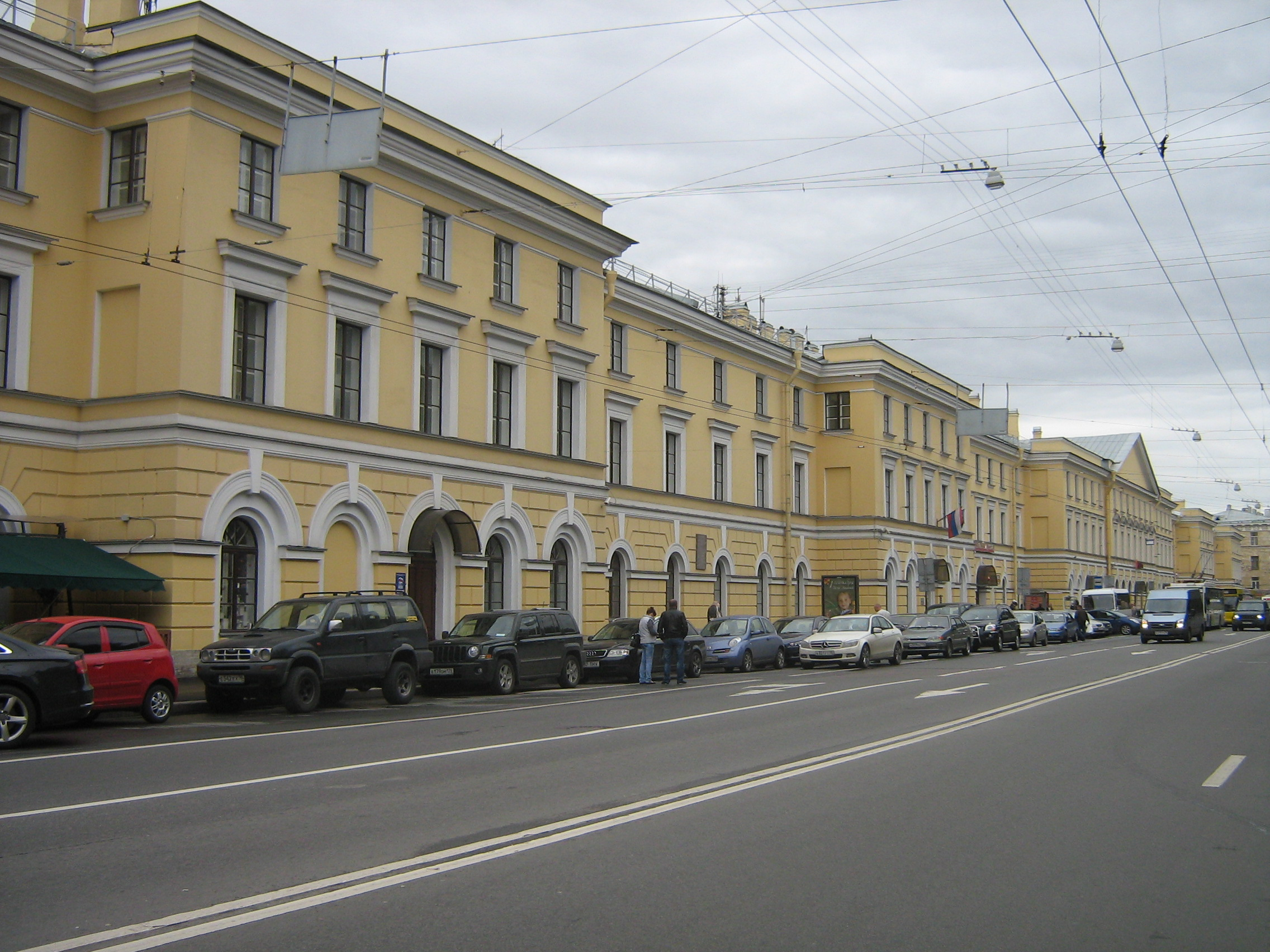
Бывшие казармы лейб-гвардии Конного полка

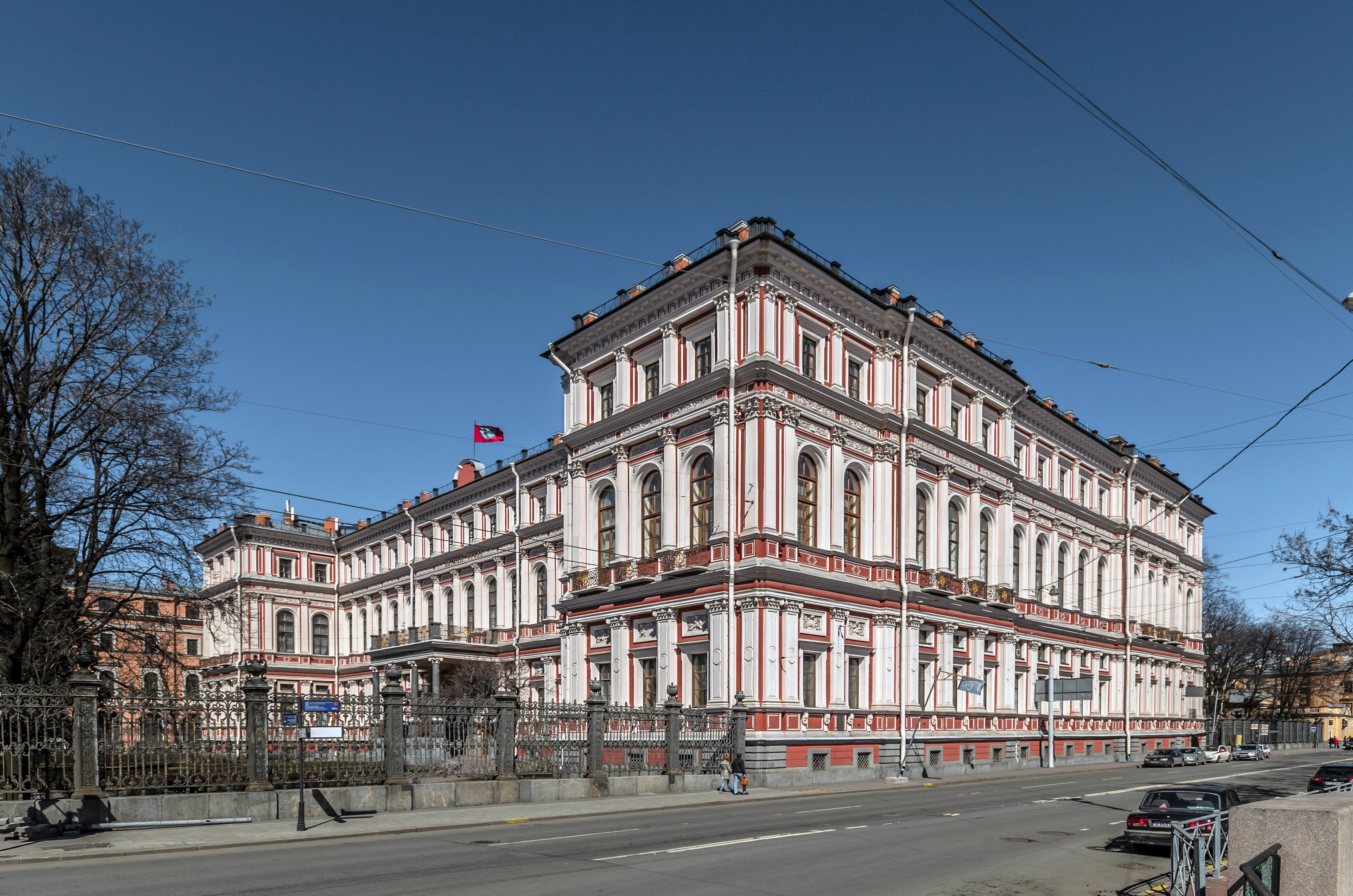
Дворец Труда

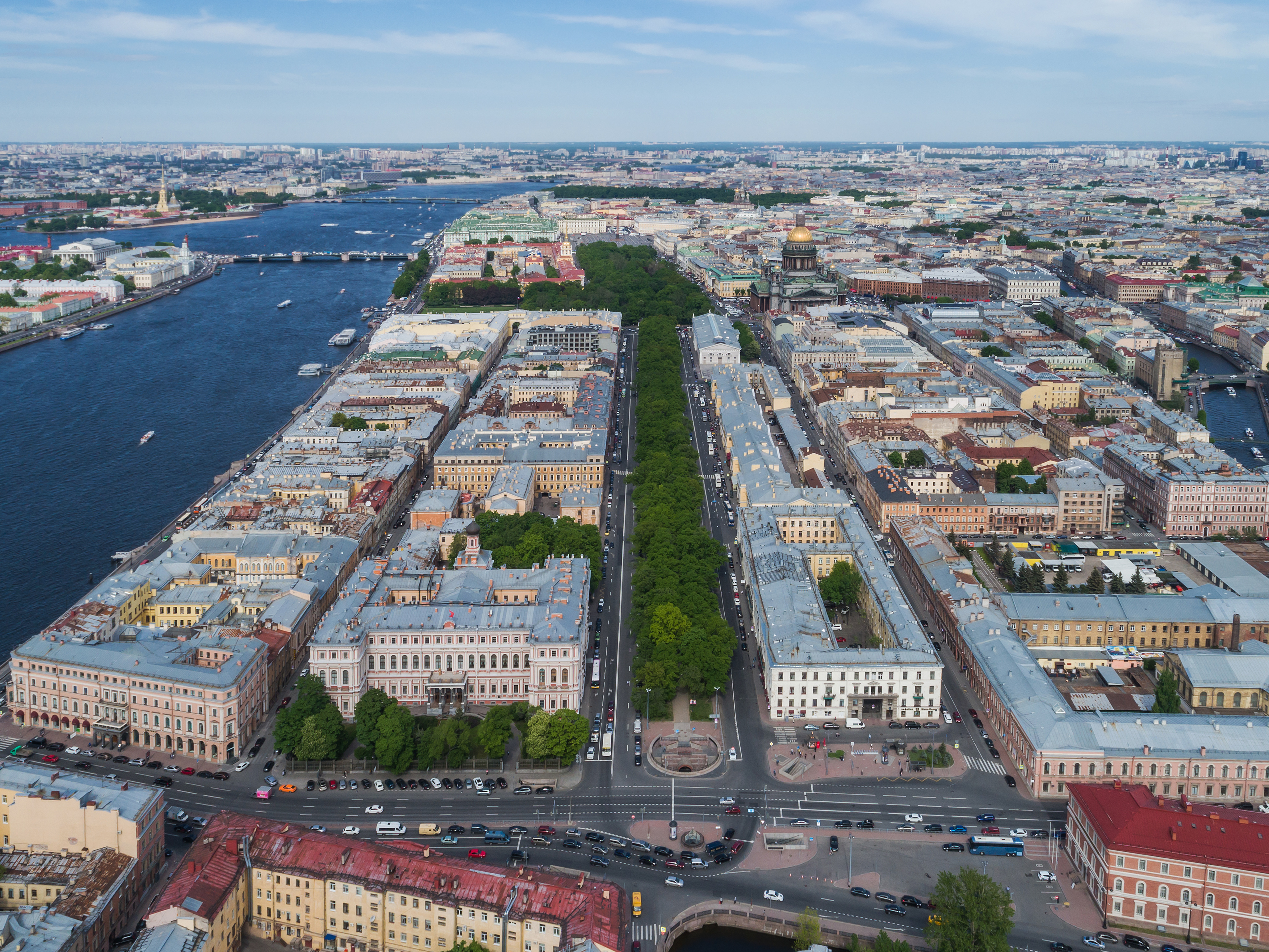
Аэрофотосъёмка бульвара со стороны площади Труда

Ко́нногварде́йский бульвар — бульвар в Адмиралтейском районе Санкт-Петербурга. Проходит от Сенатской и Исаакиевской площадей до площади Труда.

## История названия
Современное название Конногвардейский бульвар известно с 1842 года, связано с находящимся на бульваре манежем и казармами лейб-гвардии Конного полка. Параллельно существовали названия Конно-Гвардейский бульвар, Малая Благовещенская улица, Благовещенский бульвар, по находившейся на теперешней площади Труда церкви Благовещения Пресвятой Богородицы.
В октябре 1918 года переименован в бульвар Профессиональных Союзов в честь Петроградского совета профессиональных союзов, в связи с тем, что на бульваре находился Дворец труда. С 1925 года название употреблялось в сокращённом виде бульвар Профсоюзов. 4 октября 1991 года возвращено название Конногвардейский бульвар.

## История
С 1710-х годов и до 1842 года на месте бульвара протекал Адмиралтейский канал.
С 1907 по 1997 год по нечётной стороне ходил трамвай.

## Здания и сооружения
В начале бульвара установлены две гранитные колонны с аллегорическими бронзовыми скульптурами крылатых «Побед» — подарок короля Пруссии Фридриха Вильгельма IV российскому императору Николаю I. Скульптуры были выполнены немецким скульптором К. Д. Раухом для Берлина. Копии, выполненные для Петербурга, установлены по проекту архитектора К. И. Росси в 1845—1846 годах. Работами руководил архитектор Н. Е. Ефимов. Высота колонн 12 м, в том числе скульптур — 2.5 м.
- № 1 — Здание Синода.
- № 2 — Конногвардейский манеж (Центральный выставочный зал).  7810034003
- № 3 — дом военного инженера С. В. Яфимовича[2].  781711301150005 (ЕГРОКН). 7810041000 (БД Викигида)
- № 4, 6 — бывшие казармы лейб-гвардии Конного полка.  7810072001
- № 7 — «Дом с маврами» — особняк М. В. Кочубея.  ОКН № 7810042000№ 7810042000
- № 15 (Галерная улица, 18) — дом Е. А. Жегочевой, XVIII в., 1852 г. (перестройка), арх. И. Д. Черник.  7830957000
- № 17/4 — «Банкирский дом Гинцбурга». В советские годы — «ЛенжилНИИпроект».
- № 23 — Николаевский дворец (Дворец Труда).  7810113000
- № 24 — бывший Дом Сарептского общества.